# Anua albescens
Anua albescens är en fjärilsart som beskrevs av Embrik Strand 1913. Anua albescens ingår i släktet Anua och familjen nattflyn. Inga underarter finns listade i Catalogue of Life.